# Feuerwehr-Ehrenzeichen (Saarland)

Grafische Darstellung der Stufes des Feuerwehr-Ehrenzeichens (Saarland)

Das Feuerwehr-Ehrenzeichen (Saarland) wurde am 4. Juli 1959 durch den damaligen Saarländischen Landtag durch den Ministerpräsidenten Hubert Ney zur Anerkennung von Verdiensten auf dem Gebiet des Feuerschutzwesens gestiftet.

## Verleihungsvoraussetzungen und Stufeneinteilung
Das Feuerwehr-Ehrenzeichen kann an alle Angehörigen der Feuerwehr verliehen werden, dabei ist es unerheblich, ob der aktive Dienst in einer Freiwilligen Feuerwehr oder einer Berufsfeuerwehr erfolgt ist. Die Dreistufigkeit des Feuerwehr-Ehrenzeichens ist seit der Stiftung bis zur Gegenwart unverändert geblieben und umfasst:
- Stufe I: Silbernes Feuerwehr-Ehrenzeichen am Bande für 25-jährigen aktiven Dienst,
- Stufe II: Goldenes Feuerwehr-Ehrenzeichen am Bande für 35-jährigen aktiven Dienst,
- Sonderstufe: Goldenes Feuerwehr-Ehrenzeichen als Steckkreuz.[2]

Die Sonderstufe des Ehrenzeichens wird, im Gegensatz zur I. und II. Stufe nicht nach Dienstjahren verliehen, sondern ausschließlich für besonders mutiges und entschlossenes Verhalten im Feuerwehreinsatz. Dabei ist die Verleihung der Sonderstufe nicht auf Angehörige der Feuerwehr beschränkt, sondern kann auch sonstigen Personen verliehen werden. Im Übrigen muss der Beliehene der Auszeichnung würdig sein, wobei die deutsche Staatsbürgerschaft keine Voraussetzung zur Verleihung darstellt.

### Sonderregelung
Besonders geregelt wurde, dass alle Stufen des Ehrenzeichens, unabhängig von der aktiven Dienstzeit verliehen werden können, wenn Angehörige der Feuerwehr oder sonstige Personen sich besondere Verdienste auf dem Gebiet des Feuerschutzwesens verdient gemacht haben.

## Aussehen und Beschaffenheit
Das Feuerwehr-Ehrenzeichen am Bande besteht aus einem gleichschenkligen Emailekreuz und zeigt ein rotes Flammenkreuz auf weißem Grund. In der Mitte ist das Landeswappen des Saarlandes aufgelegt. Das Ehrenzeichen umschließt einen Ring, der die erhaben geprägte Inschrift: Für Verdienste im Feuerschutz zeigt. Das Feuerwehr-Ehrenzeichen als Steckkreuz ist von gleicher Beschaffenheit, hat aber an Stelle des Ringes einen unterlegten Eichenlaubkranz.

## Trageweise
Das Feuerwehr-Ehrenzeichen der Stufe I und II wird an einem rot-weiß-roten Band mit Silber- oder Goldeinfassung an der linken Brustseite getragen, je nachdem, was für eine Stufe der Beliehene erhalten hat. Das Steckkreuz wird als Sonderstufe an der linken Brustseite getragen.

## Verleihungsprozedere
Letztendlich entscheidet über die Verleihung des Ehrenzeichens im Namen der Landesregierung das Ministerium für Inneres, Familie, Frauen und Sport. Der Beliehene erhält eine Verleihungsurkunde. Mit Aushändigung des Ehrenzeichens geht dieses in das Eigentum des Beliehenen über. Nach seinem Tod verbleibt es als Andenken den Hinterbliebenen.

## Aberkennung
Das Feuerwehr-Ehrenzeichen kann auch wieder aberkannt werden, wenn der Beliehene durch sein späteres Verhalten, insbesondere durch eine entehrende Straftat, der Auszeichnung unwürdig geworden ist. Gleich gilt in dem Fall, in dem solche Gründe erst nachträglich bekannt geworden sind. In diesem Falle, entzieht das Ministerium für Inneres, Familie, Frauen und Sport das Ehrenzeichen nach Anhörung des Betroffenen.

## Rückwirkende Anerkennung
Inhaber einer Ehrenurkunde für Dienstzeit in der Feuerwehr, die diese nach dem 8. Mai 1945 bis zum 4. Juli 1949 verliehen bekommen haben, sind zum Tragen der entsprechenden Stufe des Feuerwehr-Ehrenzeichens berechtigt. Die Ehrenurkunde gilt in diesem Fall als Verleihungsurkunde.